# Bucaramanga
Bucaramanga è una città della Colombia, capoluogo del dipartimento di Santander.

## Storia
È stata fondata nel 1622 da Andrés Páez de Sotomayor. 

## Geografia
Forma un'unica area metropolitana con Floridablanca e Girón, per un totale di circa un milione di abitanti. 
Possiede alcune pregevoli chiese coloniali fra cui la Catedral de la Sagrada Familia. È un centro importante di produzione e manifattura di tabacco.